# Volleybalvereniging Apollo 8 2023-2024
Questa voce raccoglie le informazioni riguardanti il Volleybalvereniging Apollo 8 nelle competizioni ufficiali della stagione 2023-2024.

## Stagione
Il Volleybalvereniging Apollo 8 partecipa alla stagione 2023-24 senza alcuna denominazione sponsorizzata.
Partecipa alla Play-off ottenendo un terzo posto in regular season: qualificato alla Pool B, raggiunge i play-off scudetto, spingendosi fino alle semifinali, dove viene eliminato dall'Utrecht. Si aggiudica inoltre la seconda Coppa dei Paesi Bassi della sua storia, sconfiggendo in finale lo Zwolle.

## Organigramma societario
Area direttiva
- Presidente: Martin Reesink
- Team manager: Roy van den Berg
- Manager: Gijs Adams

Area tecnica
- Allenatore: Bart Oosting, Thijs Oosting
- Secondo allenatore: Jeroen Gouma
- Scoutman: Maarten Hulsman

Area sanitaria
- Fisioterapista: Roderik Möller

## Rosa
| N° | Nome                | Ruolo | Data di nascita  | Nazionalità sportiva |
| -- | ------------------- | ----- | ---------------- | -------------------- |
| 1  | Sophie Meijer       | O     | -                | Paesi Bassi          |
| 2  | Charlotte Haar      | P     | 12 maggio 1999   | Paesi Bassi          |
| 3  | Marit Zander        | P     | 11 febbraio 2005 | Paesi Bassi          |
| 4  | Jorieke Bodde       | O     | 5 maggio 1996    | Paesi Bassi          |
| 5  | Lotte van der Horst | S     | 8 dicembre 1988  | Paesi Bassi          |
| 6  | Marije ten Brinke   | C     | 19 aprile 2004   | Paesi Bassi          |
| 7  | Roos Wessels        | C     | 2 febbraio 2006  | Paesi Bassi          |
| 8  | Pippa Molenaar      | L     | 31 maggio 1995   | Paesi Bassi          |
| 9  | Eline Rohaan        | S     | 9 giugno 2003    | Paesi Bassi          |
| 10 | Carlijn Koebrugge   | C     | 7 gennaio 1998   | Paesi Bassi          |
| 11 | Noa Krikhaar        | L     | 14 giugno 2006   | Paesi Bassi          |
| 12 | Lina Berndsen       | S     | 16 maggio 2003   | Paesi Bassi          |
| 14 | Jette Kuipers       | S     | 23 luglio 2002   | Paesi Bassi          |
| 16 | Merel van Dijk      | P     | 22 maggio 2007   | Paesi Bassi          |
| -  | Lieke Hilgenberg    | L     | 19 dicembre 1998 | Paesi Bassi          |
| -  | Elyne Nijhuis       | C     | 9 giugno 2003    | Paesi Bassi          |
| -  | Lotte Wissink       | C     | -                | Paesi Bassi          |

## Risultati

### Coppa dei Paesi Bassi
| Ottavi di finale - 23 dicembre 2023 Alternohal, Apeldoorn           | Alterno  | 0 - 3 | Apollo 8     | 26-28, 14-25, 24-26               |
| Quarti di finale - 25 gennaio 2024 Sportcomplex Amerena, Amersfoort | Keistad  | 2 - 3 | Apollo 8     | 25-20, 15-25, 14-25, 25-20, 12-15 |
| Semifinali - 10 febbraio 2024 Sporthal De Veste, Borne              | Apollo 8 | 3 - 2 | Sudosa-Desto | 12-25, 28-26, 21-25, 25-22, 15-12 |
| Finale - 1º aprile 2024 Maaspoort, 's-Hertogenbosch                 | Zwolle   | 1 - 3 | Apollo 8     | 20-25, 28-26, 22-25, 21-25        |

## Statistiche

### Statistiche di squadra
| Competizione          | Punti | In casa | In casa | In casa | In trasferta | In trasferta | In trasferta | Totale | Totale | Totale |
| Competizione          | Punti | G       | V       | P       | G            | V            | P            | G      | V      | P      |
| --------------------- | ----- | ------- | ------- | ------- | ------------ | ------------ | ------------ | ------ | ------ | ------ |
| Eredivisie            | 35/12 | 13      | 9       | 4       | 13           | 7            | 6            | 26     | 16     | 10     |
| Coppa dei Paesi Bassi | -     | 1       | 1       | 0       | 2            | 2            | 0            | 4      | 4      | 0      |
| Totale                | -     | 14      | 10      | 4       | 15           | 9            | 6            | 30     | 20     | 10     |

### Statistiche dei giocatori
| Giocatrice       | Eredivisie | Eredivisie | Eredivisie | Eredivisie | Eredivisie |
| Giocatrice       | P          | PT         | AV         | MV         | BV         |
| ---------------- | ---------- | ---------- | ---------- | ---------- | ---------- |
| L. Berndsen      | ?          | 81         | 61         | 4          | 16         |
| J. Bodde         | ?          | 242        | 182        | 24         | 36         |
| C. Haar          | ?          | 39         | 19         | 13         | 7          |
| L. Hilgenberg    | ?          | 0          | 0          | 0          | 0          |
| C. Koebrugge     | ?          | 235        | 134        | 79         | 22         |
| N. Krikhaar      | ?          | 0          | 0          | 0          | 0          |
| J. Kuipers       | ?          | 222        | 188        | 15         | 19         |
| S. Meijer        | ?          | 99         | 75         | 12         | 12         |
| P. Molenaar      | ?          | 2          | 2          | 0          | 0          |
| E. Nijhuis       | ?          | 3          | 2          | 1          | 0          |
| E. Rohaan        | ?          | 80         | 63         | 5          | 12         |
| M. ten Brinke    | ?          | 176        | 109        | 49         | 18         |
| L. van der Horst | ?          | 230        | 171        | 21         | 38         |
| M. van Dijk      | ?          | 1          | 0          | 1          | 0          |
| R. Wessels       | ?          | 138        | 69         | 54         | 15         |
| L. Wissink       | ?          | 2          | 1          | 1          | 0          |
| M. Zander        | ?          | 39         | 16         | 12         | 11         |

P = presenze; PT = punti totali; AV = attacchi vincenti; MV = muri vincenti; BV = battute vincenti

NB: Non sono disponibili i dati relativi alla Coppa dei Paesi Bassi e, di conseguenza, quelli totali